# عمان في الألعاب الأولمبية الصيفية 2016
نافست عمان في دورة الألعاب الأولمبية الصيفية 2016 في ريو دي جانيرو، البرازيل، من 05-21 أغسطس 2016. ب 4 لاعبين هم:
بركات الحارثي ومزون العلوية في مسابقات ألعاب القوى. بينما شارك كل من حمد الخاطري ووضحى البلوشية في مسابقات الرماية.